# Šporkův mlýn
Šporkův mlýn je barokní vodní mlýn, který stojí na levém břehu Labe v obci Stanovice v okrese Trutnov v Královéhradeckém kraji. Od roku 1998 je chráněn jako nemovitá kulturní památka České republiky. Je zde zřízena restaurace

## Historie
Mlýn byl ve Stanovicích vybudován pravděpodobně na přelomu 16. a 17. století. Dle soupisu poddaných z poloviny 17. století byl v roce 1651 ve Stanovicích mlynářem Jiřík Wolff, který zde hospodařil s manželkou Lidmilou.
Mlýn koncem 17. století prodal hrabě František Antonín Špork za 280 fl. a roční nájem 55 fl. V soupisu z roku 1836 je uveden jako mlýn s pilou. Elektrárna pochází z roku 1938.

## Popis
Areál je složen z budovy mlýna a hospodářských stavení. Hlavní budova je zděná, patrová s mansardovou střechou. Mlýnské zařízení je zčásti původní. Proti hlavní budově stojí hospodářský objekt s valenými klenbami ve sklepech.
Voda na vodní kolo vedla náhonem od jezu. V roce 1930 zde byly 4 vodní kola na spodní vodu (průtok 4 m³/s, spád 0,8 m, výkon 28,4 k; zanikla) a 3 turbíny (výkon 150 kW, roční výroba 0,293 GWh; dochované). V provozu je pila a výroba elektrické energie, u mlýna je MVE Stanovice II.

## Galerie

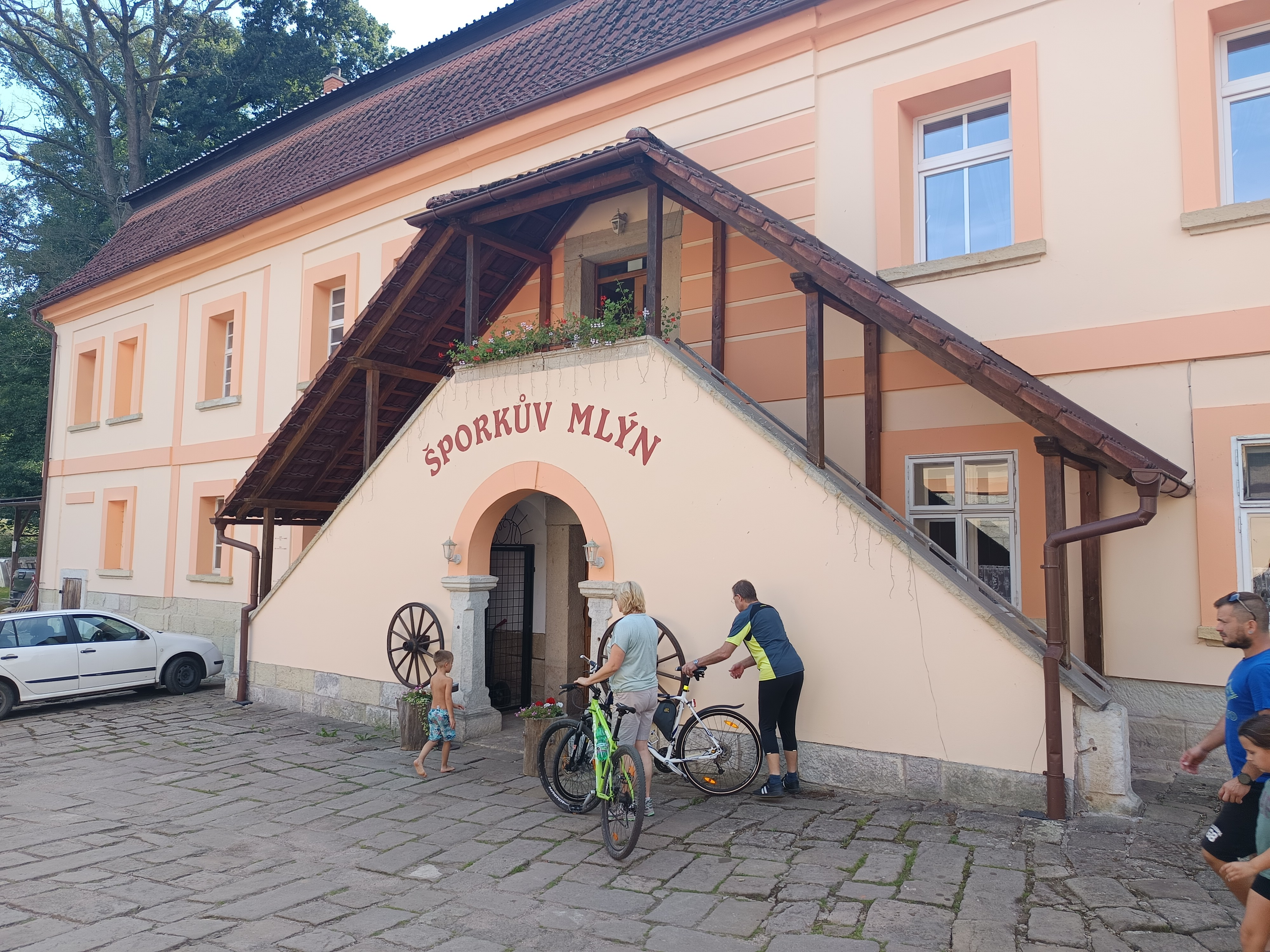